# (8307) Peltan
(8307) Peltan est un astéroïde de la ceinture principale.

## Description
(8307) Peltan est un astéroïde de la ceinture principale. Il fut découvert le 5 mars 1995 à l'Observatoire Kleť par Jana Tichá. Il présente une orbite caractérisée par un demi-grand axe de 2,16 UA, une excentricité de 0,11 et une inclinaison de 5,2° par rapport à l'écliptique.

## Compléments